# Хомутов, Григорий Аполлонович
Григорий Аполлонович Хомутов (21 июня [2 июля] 1752 — 19 ноября [1 декабря] 1836, Ярославская губерния) — генерал-лейтенант Русской армии, сенатор, тайный советник.

## Биография
Предки Григория Хомутова, родившегося 21 июня (2 июля) 1752 года, производя начало своего рода от графов Гамильтонов — выходцев из Шотландии (по преданию, от шотландца Томаса Гамильтона, выехавшего в Россию из Великобритании в 1542 году вместе с малолетним сыном Петром, который потом состоял «на службе по Нову-Городу»), с давних времён числились в дворянстве и уже в 1627 году владели жалованными поместьями. Отец, подпоручик лейб-гвардии Семёновского полка Аполлон Иванович Хомутов (12.11.1723—07.04.1757).
В 1770 году был определён на службу солдатом в лейб-гвардии Семёновский полк и, произведённый в 1786 году в капитаны, в 1787 году был уволен от военной службы с чином бригадира. В 1792 году он был назначен в комиссариатский штат на должность обер-кригскомиссара и, состоя в этой должности, в 1797 году был произведён в генерал-майоры, а в 1799 году — в генерал-лейтенанты.
В 1800 году был пожалован почётным командором ордена св. Иоанна Иерусалимского, а за деятельное участие в сооружении в Москве воспитательного дома 15 сентября 1801 года награждён орденом Св. Анны 1-й степени. Высочайшим указом 5 апреля 1804 года был назначен к присутствованию в 5-м департаменте Сената, в 1805 году перемещён в 6-й департамент, а 19 апреля 1808 года, по прошению, уволен от службы.
Проживая последние годы в Москве, Г. А. Хомутов некоторое время состоял московским уездным предводителем дворянства. Имел в Москве дом, славившийся своим гостеприимством и хлебосольством, где принимал выдающихся современников: представителей московской знати, литераторов, поэтов.
Умер 19 ноября (1 декабря) 1836 года в своём имении Лытарево (Романовский уезд, Ярославской губернии).

## Награды
- орден Св. Владимира 3-й ст (02.09.1793)
- орден Святого Иоанна Иерусалимского (1800)
- орден Св. Анны 1-й ст. (15.09.1801)

## Семья
Жена: Екатерина Михайловна Похвиснева (16 января 1763 — 18 февраля 1824)
Дети: 
- Анна (1784—1856)
- Аполлон (23.02.1790[5]— ?);
- Екатерина (1790—1813);
- Сергей (1792—1852) — автор «Дневника свитского офицера. 1813-14 гг.»; был женат на Наталье Александровне Энгельгардт (1803—1844); их сын Александр (1827—1890) женился на Елизавете Ивановне Шиповой (1839—1916), дочери И. П. Шипова;
- Михаил (1795—1864)